# ロベルト・ゼベリャン
ロベルト・アルタコヴィチ・ゼベリャン（Robert Artakovich Zebelyan, ロシア語: Роберт Артакович Зебелян, 1984年3月31日- ）は、ロシア・ソチ出身の元サッカー選手。現役時代のポジションはFW。

## 来歴

### クラブ
1984年にソビエト連邦（現ロシア）のソチで生まれた。2002年、地元のクラブFCジェムチュジナ・ソチでキャリアをスタートさせた。2003年、所属クラブのジェムチュジナが解散した為に2004年、ジェムチュジナの後継のクラブであるソチ-04に移籍をした。2006年、1部（実質2部）のFCクバン・クラスノダールへ移籍をした。クバンでは初年度からゴールを量産し、クラブ内でトップとなる23ゴールを挙げ1部ではイェフゲニー・アルヒモフ（25ゴール）に次いで2位となるなど活躍。クラブも2位となりロシア・プレミアリーグへ昇格。実りの多いシーズンを送ったものの、翌シーズンは僅か2試合だけの出場となり、シーズン途中でFCヒムキへ移籍。2008年2月、FCバルチカ・カリーニングラードへ移籍をしたが、27試合に出場して3得点と振るわず、2009年2月、古巣のジェムチュジナ・ソチへ移籍をした。2部（実質3部）では出場32試合で20得点を叩き出しクラブ内2位の得点を挙げ昇格に貢献をした。2011年、ベラルーシのFCディナモ・ミンスクへ2年契約で移籍をした。2011年7月9日、カザフスタン・プレミアリーグで2010年度にリーグ初優勝を果たしたFCトボルへ移籍をした。

### 代表
2006年11月15日、UEFA EURO 2008予選の対フィンランド代表との試合でアルメニア代表デビューをした。
2008年以後は代表に呼ばれる事が無くなったが、2009年からアルメニア代表を率いているヴァルダン・ミナシャン監督から、2011年3月26日に行われるロシア代表戦に招集された。しかし、3月26日に行われたUEFA EURO 2012予選のロシア代表戦では試合はおろかサブメンバーにさえ入れず、厳しいものとなった。

## 所属クラブ
- FCジェムチュジナ・ソチ 2002-2003
- ソチ-04 2004-2005
- FCクバン・クラスノダール 2006-2007
- FCヒムキ 2007
- FCバルチカ・カリーニングラード 2008
- FCジェムチュジナ・ソチ 2009-2010
- FCディナモ・ミンスク 2011
- FCトボル 2011
- FCソチ 2013